# 81-я механизированная бригада
81-я механизированная бригада (англ. 81st Stryker Brigade Combat Team) — тактическое соединение Армии Национальной гвардии США, базирующееся в штатах Вашингтон, Орегон и Калифорния.
Сокращённое наименование в английском языке — 81st SBCT.
9 июля 2015 года было объявлено, что 81-я бригада будет преобразована из бронетанковой в механизированную (Stryker Brigade Combat Team). В сентябре 2016 года 81-я бригада начала переход в Stryker Brigade Combat Team. С 2016 по 2021 год 81-я бригада входила в состав 7-й пехотной дивизии и носила нашивку «индейская голова» в рамках программы ассоциированных подразделений (AUP). Однако после окончания AUP бригада вновь получила свою первоначальную нашивку «ворон» в сентябре 2021 года.
Бригада обычно проводит ежегодную подготовку в Якимском учебном центре, недалеко от Якимы, штат Вашингтон.

## История
Ведёт историю от 81-й пехотной бригады, которая была сформирована в составе 41-й пехотной дивизии 1 апреля 1917 года. В состав бригады вошли 161-й и 162-й пехотные полки.

## Состав

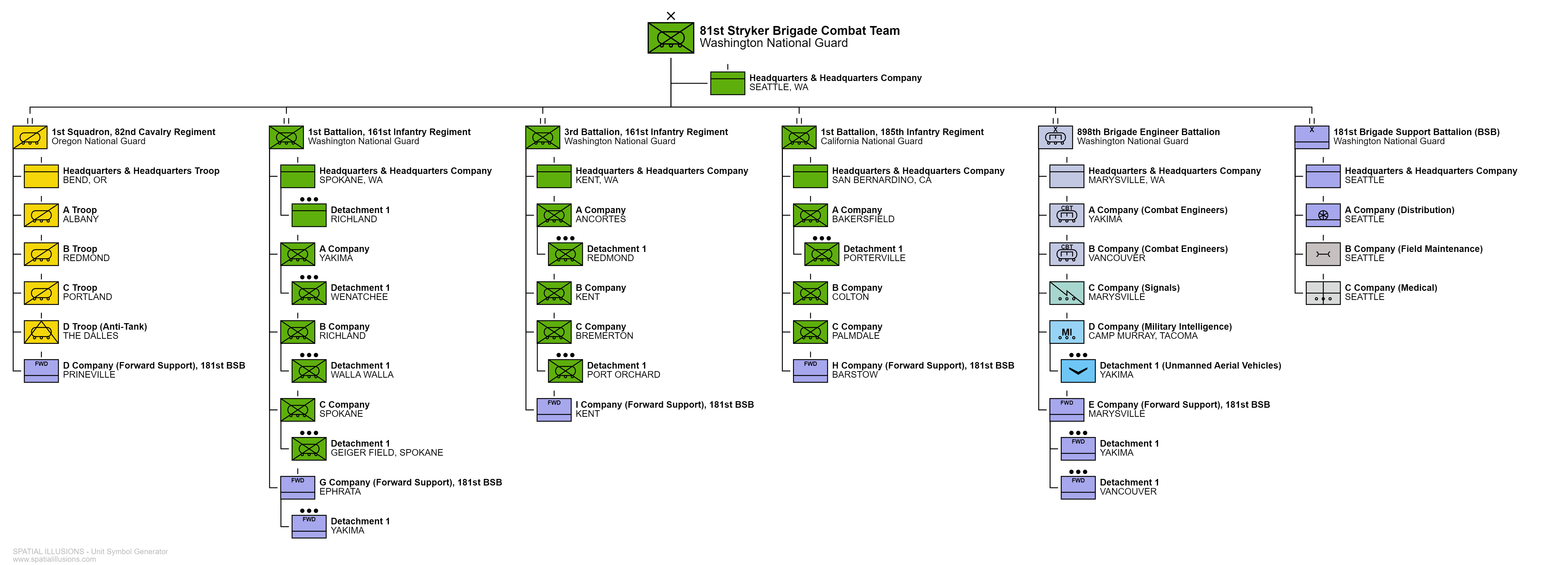
ОШС 81-й бригады на 2023 год.

В состав 81-й механизированной бригады входят семь батальонов и рота управления. Свою нынешнюю организационную структуру она приняла 9 июля 2015 года, когда 81-я бригада была преобразована в механизированную, а некоторые подразделения были приданы 2-й пехотной дивизии, в состав которой входит 1-й батальон 185-го пехотного полка (1-185th Infantry).
- Штаб и рота управления (Headquarters and Headquarters Company (HHC)) (Сиэтл).
- 1-й батальон 161-го пехотного полка (1st Battalion, 161st Infantry Regiment)
  - Штаб и рота управления (Headquarters and Headquarters Company) (Спокан)
  - Рота A (Company A (Infantry)) (Редмонд
  - Рота B (Company B (Infantry)) (Мозес-Лейк)
  - Рота C (Company C (Infantry)) (Спокан)
  - Отряды этих рот расположены в Якиме и Веначи
- 3-й батальон 161-го пехотного полка (3rd Battalion, 161st Infantry Regiment)[5]
  - Штаб и рота управления (Headquarters and Headquarters Company) (Кент)
  - Рота A (Company A (Infantry)) (Анакортес)
  - Рота B (Company B (Infantry)) (Кент)
  - Рота C (Company C (Infantry)) (Бремертон)
- 1-й батальон 185-го пехотного полка (1st Battalion, 185th Infantry Regiment) (Армия Национальной гвардии штата Калифорния)[6]
  - Штаб и рота управления (Headquarters and Headquarters Company) (Сан-Бернардино)
  - Рота A (Company A) (Бейкерсфилд и Портервилл)
  - Рота B (Company B) (Колтон)
  - Рота C (Company C) (Палмдейл)
- 1-й эскадрон 82-го кавалерийского полка (1st Squadron, 82nd Cavalry Regiment)[7][8] (Армия Национальной гвардии штата Орегон)
- 2-й дивизион 146-го артиллерийского полка (2nd Battalion, 146th Field Artillery Regiment)
  - Штаб и батарея управления (Headquarters and Headquarters Battery) (Олимпия)
  - Батарея A (Battery A) (Уолла-Уолла)
  - Батарея B (Battery B) (Лонгвью)
  - Батарея C (Battery C) (Сиэтл)
- 898-й инженерный батальон (898th Brigade Engineer Battalion) (бывший 81-й батальон специальных войск (81st Brigade Special Troops Battalion))[9]
  - Штаб и рота управления (Headquarters and Headquarters Company) (Мэрисвилл)
  - Инженерная рота A (A Engineer Company) (Якима)
  - Инженерная рота B (B Engineer Company)
  - Рота связи C (C Signal Company) (Мэрисвилл)
  - Рота военной разведки D (D Military Intelligence Company) (Кент)
- 181-й батальон поддержки бригады (181st Brigade Support Battalion)[10][11]
  - Штаб и рота управления (Headquarters and Headquarters Company) (Интербэй, нейборхуд Сиэтла)
  - Рота материального обеспечения A (A Supply and Transportation Company) (Интербэй, нейборхуд Сиэтла)
  - Рота технического обслуживания B (B Maintenance Company) (аэропорт Кинг-Каунти, Сиэтл)
  - Медицинская рота (C Medical Company) (Интербэй, нейборхуд Сиэтла)
  - Рота передовой поддержки D (D Forward Support Company (FSC)) (Прайнвилл, Армия Национальной гвардии штата Орегон)
  - Рота передовой поддержки E (E Forward Support Company) (Мэрисвилл)
  - Рота передовой поддержки F (F Forward Support Company) (Тумуотер)
  - Рота передовой поддержки G (G Forward Support Company) (Ифрейта)
  - Рота передовой поддержки H (H Forward Support Company) (Барстоу, Армия Национальной гвардии штата Калифорния)
  - Рота передовой поддержки I (I Forward Support Company) (Кент)